# كلير ويلكي
كلير ويلكي (بالإنجليزية: Clare Wilkie)‏ هي ممثلة بريطانية، ولدت في 1974 في مقاطعة سومرست في المملكة المتحدة.

## وصلات خارجية
- كلير ويلكي على موقع IMDb (الإنجليزية)
- كلير ويلكي على موقع ألو سيني (الفرنسية)
- كلير ويلكي على موقع أول موفي (الإنجليزية)
- كلير ويلكي على موقع قاعدة بيانات الفيلم (الإنجليزية)
- كلير ويلكي على موقع كينوبويسك (الروسية)